# هالورگیت
هالورگیت (به انگلیسی: Halvergate) یک روستا و محله مدنی در بریتانیا است که در Broadland واقع شده‌است. هالورگیت ۲۴٫۶۵ کیلومتر مربع مساحت و ۶۰۷ نفر جمعیت دارد.